# Cantone di Esparza
Il cantone di Esparza è un cantone della Costa Rica facente parte della provincia di Puntarenas.

## Geografia antropica

### Suddivisioni amministrative
Il cantone  è suddiviso in 5 distretti:
- Espíritu Santo
- Macacona
- San Jerónimo
- San Juan Grande
- San Rafael
- Caldera